# Carlo Lottieri
Carlo Lottieri (Brescia, 6 novembre 1960) è un filosofo e saggista italiano libertario.

## Biografia
Allievo di Alberto Caracciolo, ha studiato a Genova, Ginevra e Parigi, dove ha ottenuto un dottorato di ricerca sotto la guida di Raymond Boudon, discutendo la tesi Idéologie et science dans la sociologie politique de Gaetano Mosca.
Ha collaborato con Václav Bělohradský dell'Università di Trieste. Nel maggio 2003 è divenuto ricercatore in filosofia del diritto alla Facoltà di Giurisprudenza di Siena, dove per molti anni ha insegnato Dottrina dello Stato. Sempre nel 2003, insieme ad Alberto Mingardi e Carlo Stagnaro ha dato vita all'Istituto Bruno Leoni, un istituto che si ispira alla tradizione intellettuale di Luigi Einaudi e Sergio Ricossa, e di cui egli è direttore del dipartimento Teoria Politica. Da anni è collaboratore de il Giornale.
Ha curato l'edizione di alcune opere di Bruno Leoni in lingua inglese, spagnola, francese e ceca.
Dopo avere insegnato all'Università di Verona, ora è docente di Filosofia del Diritto all'Università Telematica Pegaso e di Filosofia delle scienze sociali alla Facoltà di Teologia di Lugano (Svizzera). Inoltre collabora con diversi istituti di economia, tra cui l'Institute for Economic Studies e il Ludwig von Mises Institute.

## Pensiero
La riflessione teorica di Lottieri si sviluppa all'interno del liberalismo classico e, grazie allo studio degli autori elitisti, si delinea quale critica del sistema di dominio iscritto nei regimi democratici rappresentativi e nelle loro proiezioni internazionali. I primi lavori mostrano l'adesione a tale prospettiva, che rapidamente evolve grazie al contatto con il pensiero libertarian, principalmente americano. È esattamente in questo senso che Piero Vernaglione rileva come la filosofia libertaria di Lottieri metta in discussione "la psicologia regolamentativa e anti-innovativa del burocrate", avverso a ogni forma di rischio e cambiamento.
Il volume sulla teoria libertaria, dedicato a Murray N. Rothbard, evidenzia l'adesione ai temi classici del pensiero liberale lockiano e giusnaturalista (difesa della proprietà, del mercato, dell'autonomia negoziale), ma anche il maturare di questioni che sono invece tutte interne al realismo politico europeo: specie nel confronto con autori come Carl Schmitt, Otto Brunner e, in Italia, Gianfranco Miglio.
Mentre il testo sul rapporto tra economia di mercato e ordine sociale/comunitario (Denaro e comunità, del 2000) è una critica della sociologia, a cui è rimproverato di avere frainteso la natura interpersonale della moneta e delle relazioni di mercato, la monografia su Leoni pubblicata nel 2006 muove dal pensatore torinese per delineare una filosofia libertaria anche oltre la lettera stessa dell'autore di Freedom and the Law.
In particolare, in questa fase della riflessione Leoni viene individuato come uno studioso in grado di dare una maggiore consapevolezza filosofico-giuridica alla teoria libertaria, fino ad ora elaborata per lo più da economisti e teorici politici.

## Libri
- Denaro e comunità. Relazioni di mercato e ordinamenti giuridici nella società liberale, Napoli, Guida Editori, 2000
- Il pensiero libertario contemporaneo. Tesi e controversie sulla filosofia, sul diritto e sul mercato, Macerata, Liberilibri, 2001
- Le ragioni del diritto. Libertà individuale e ordine giuridico nel pensiero di Bruno Leoni, Treviglio - Soveria Mannelli, Facco - Rubbettino Editore, 2006
- Come il federalismo fiscale può salvare il Mezzogiorno, scritto con Piercamillo Falasca, Soveria Mannelli, Rubbettino, 2008
- Credere nello Stato? Teologia politica e dissimulazione da Filippo il Bello a WikiLeaks, Soveria Mannelli, Rubbettino, 2011
- Liberali e non. Percorsi di storia del pensiero politico, Brescia, La Scuola, 2013
- Guglielmo Ferrero in Svizzera. Legittimità, libertà e potere, Roma, Studium, 2015
- Every New Right Is A Freedom Lost, Plano TX, Monolateral, 2016
- Un'idea elvetica di libertà. Nella crisi della modernità europea, Brescia, La Scuola, 2017
- Beni comuni, diritti individuali e ordine evolutivo, Torino, IBL Libri, 2020
- Leviatano sanitario e crisi del diritto. Cultura, società e istituzioni al tempo del Covid-19, a cura di, Macerata, Giometti e Antonello, 2022
- La proprietà sotto attacco, Macerata, Liberilibri, 2023
- L’era del totalitarismo soft. Due anni di corsivi elvetici, Bologna, Tramedoro, 2024